# Coventry City
Coventry City (offiziell: Coventry City Football Club) – aufgrund der himmelblau-weißen Vereinsfarben auch unter dem Spitznamen The Sky Blues bekannt – ist ein englischer Fußballverein aus Coventry. 2012 ist der Verein aus der Football League Championship, der zweithöchsten englischen Spielklasse, abgestiegen, 2017 erfolgte der Abstieg in die viertklassige EFL League Two, 2018 der sofortige Wiederaufstieg in die EFL League One und 2020 folgte die Rückkehr in die Championship.

## Verein
Der Klub wurde 1883 gegründet. Bis 2005 spielte der Club in der Highfield Road, welche zuletzt 23.633 Zuschauern Platz bot (Rekordbesuch: 51.455 Zuschauer am 29. April 1967 gegen die Wolverhampton Wanderers). Von 2005 bis 2013, 2014 bis 2019 und seit 2021 ist die Coventry Building Society Arena (32.509 Plätze) Heimspielstätte der Sky Blues.
Nach Streitigkeiten über unbezahlte Stadionmiete zog der Verein im März 2013 aus dem Stadion aus. Coventry City trug danach seine Heimspiele im Sixfields Stadium in Northampton aus. Im August 2014 legte man den Streit bei und der Verein einigte sich mit dem Stadionbetreiber ACL über einen Vertrag über zwei Jahre mit einer Option über zwei weitere Jahre.
Größter Erfolg war der Sieg im Finale des FA-Cups am 16. Mai 1987 gegen Tottenham Hotspur. Im Ligafußball war der sechste Platz in der ersten Division 1969/70 das bisher beste Ergebnis.

## Erfolge
- FA Cup: 1987
- Football League Trophy: 2017

## Trainer seit 1945
- Dick Bayliss (1945–1947)
- Billy Frith (1947–1948)
- Harry Storer (1948–1953)
- Jack Fairbrother (1954)
- Jesse Carver (1955)
- George Raynor (1956)
- Harry Warren (1956–1957)
- Billy Frith (1957–1961)
- Jimmy Hill (1961–1967)
- Noel Cantwell (1967–1972)
- Joe Mercer (1972–1974)
- Gordon Milne (1974–1981)
- Dave Sexton (1981–1983)
- Bobby Gould (1983–1984)
- Don Mackay (1984–1986)
- John Sillett (1986–1990)
- Terry Butcher (1990–1992)
- Bobby Gould (1992–1993)
- Phil Neal (1993–1995)
- Ron Atkinson (1995–1996)
- Gordon Strachan (1996–2001)
- Roland Nilsson (2001–2002)
- Gary McAllister (2002–2004)
- Eric Black (2004)
- Peter Reid (2004–2005)
- Micky Adams (2005–2007)
- Iain Dowie (2007–2008)
- Chris Coleman (2008–2010)
- Adrian Boothroyd (2010–2011)
- Andy Thorn (2011–2012)
- Mark Robins (2012–2013)
- Steven Pressley (2013–2015)
- Tony Mowbray (2015–2016)
- Russell Slade (2016–2017)
- Mark Robins (2017–2024)
- Frank Lampard (seit 2024)

## Ehemalige Spieler

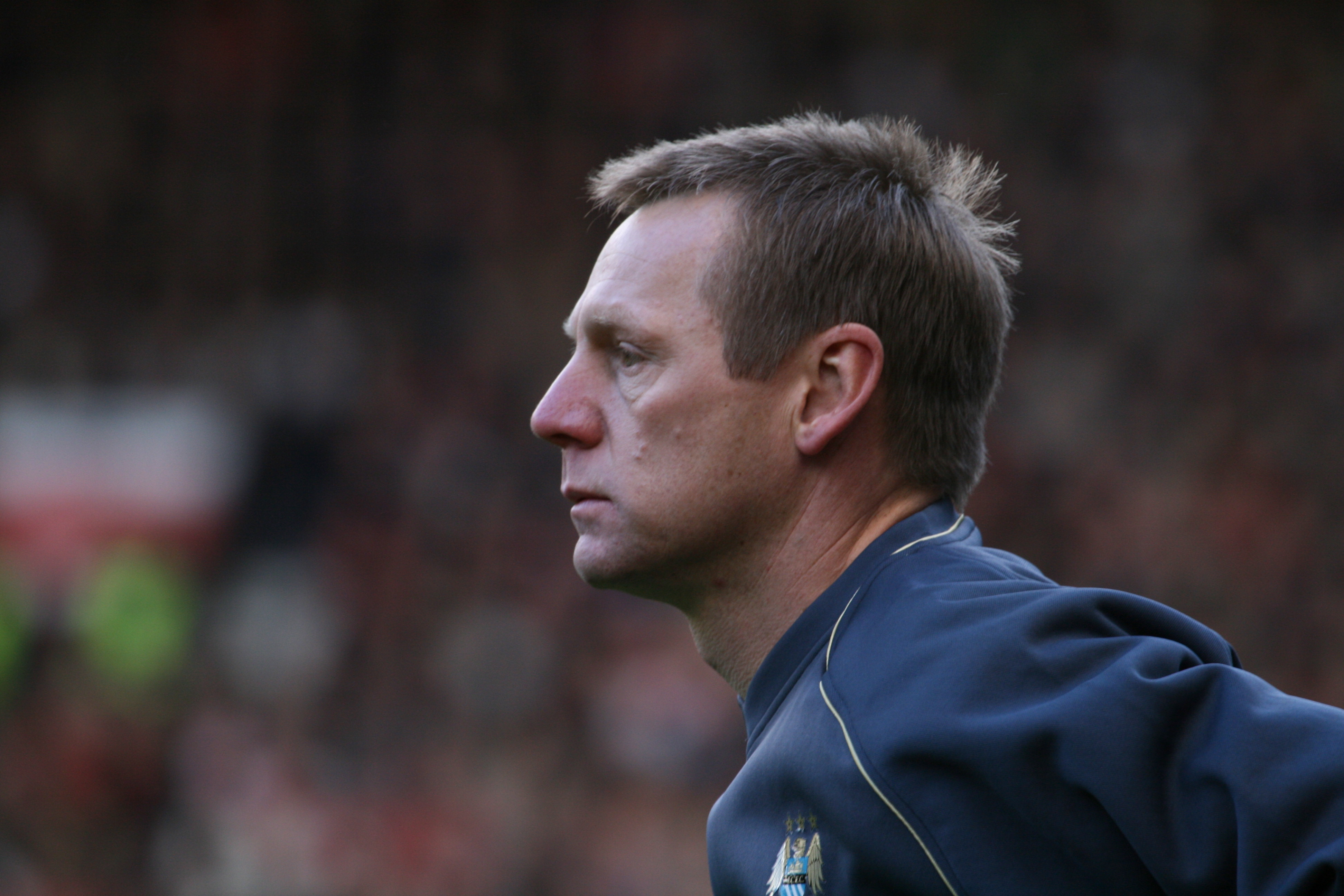
Der spätere englische Nationalspieler Stuart Pearce startete 1983 seine Profilaufbahn bei Coventry City

### Hall of Fame
2005 ernannte der Klub 30 ehemalige Spieler in seine Hall of Fame:
- Dave Bennett (1983–1989)
- Brian Borrows (1985–1997)
- Clarrie Bourton (1931–1937)
- Willie Carr (1967–1975)
- Mick Coop (1966–1981)
- George Curtis (1956–1969)
- Jimmy Dougall (1920–1926)
- Dion Dublin (1994–1998)
- Ron Farmer (1958–1967)
- Mick Ferguson (1975–1981)
- Ian Gibson (1966–1970)
- Bill Glazier (1964–1975)
- Frederick Herbert (1922–1929)
- George Hudson (1963–1966)
- Ernie Hunt (1968–1974)
- Tommy Hutchison (1972–1980)
- Mick Kearns (1957–1968)
- Leslie Jones (1934–1937)
- Jock Lauderdale (1931–1936)
- George Lowrie (1938–1948 & 1952–1953)
- Ernie Machin (1962–1972)
- George Mason (1931–1952)
- Reg Matthews (1950–1956)
- Steve Ogrizovic (1984–2000)
- Trevor Peake (1983–1991)
- Ronnie Rees (1962–1968)
- Cyrille Regis (1985–1991)
- Richard Shaw (1995–2006)
- Danny Thomas (1978–1983)
- Ian Wallace (1976–1980)
- Alf Wood (1935–1951 & 1955–1959)

## Ligazugehörigkeit
- 1894–1908: Birmingham & District League
- 1908–1915: Southern League
- 1919–1925: Football League Second Division
- 1925–1936: Football League Third Division
- 1936–1952: Football League Second Division
- 1952–1958: Football League Third Division
- 1958–1959: Football League Fourth Division
- 1959–1964: Football League Third Division
- 1964–1967: Football League Second Division
- 1967–1992: Football League First Division
- 1992–2001: Premier League
- 2001–2004: Football League First Division
- 2004–2012: Football League Championship
- 2012–2017: Football League One / EFL League One
- 2017–2018: EFL League Two
- 2018–2020: EFL League One
- seit 2020: EFL Championship